# 板津村 (新潟県)
板津村（いたづむら）は、かつて新潟県北蒲原郡にあった村。

## 沿革
- 1889年（明治22年）4月1日 - 町村制施行に伴い北蒲原郡板山村、上羽津村、下羽津村が合併し、板津村が発足。
- 1901年（明治34年）11月1日 - 北蒲原郡大宮村、竹ノ俣村、石田村と合併し、川東村となり消滅。